# Гришина Анастасія Миколаївна
Анастасія Миколаївна Гришина  (рос. Анастасия Николаевна Гришина, 16 січня 1996) — російська гімнастка, олімпійська медалістка.

## Виступи на Олімпіадах
| Олімпіада   | Дисципліна        | Місце   |
| ----------- | ----------------- | ------- |
| Лондон 2012 | абсолютний залік  | 12 r1/2 |
| Лондон 2012 | командний залік   | 2       |
| Лондон 2012 | вільні врави      | 21 r1/2 |
| Лондон 2012 | різновисокі бруси | 28 r1/2 |
| Лондон 2012 | колода            | 9 r1/2  |